# Jane Roberts
 Jane Roberts (ur. 1792 w Hythe w hrabstwie Kent, zm. 1871 w Londynie) – angielska podróżniczka, pisarka i poetka. Już w jej własnej epoce mylono ją niekiedy z Emmą Roberts (1794–1840), choćby dlatego, że o obu autorkach mówiono po prostu Miss Roberts. Panie zresztą się znały i korespondowały ze sobą, choć zbieżność nazwisk była przypadkowa. 

## Życiorys
Urodziła się jako córka Johna i Marthy Roberts (z domu Bedson). Miała dwóch braci, którzy wyemigrowali do Australii, w tym Petera Robertsa, pełniącego funkcje zastępcy komisarza generalnego do spraw Nowej Południowej Walii. Jane zamierzała dołączyć do braci i wybrała się w długą podróż na południową półkulę. Ze względów rodzinnych wróciła po krótkim czasie do Anglii, jednak przy ówczesnych środkach transportu podróż zajęła jej dwa lata. Wrażenia z długiego i niebezpiecznego rejsu zawarła w książce Two Years at Sea (Dwa lata na morzu). Nie jest znana dokładna data śmierci Jane Roberts, ale wiadomo ze spisów powszechnych, że żyła ona jeszcze w 1861. Autorka pozostawiła po sobie również rękopiśmienny Diary and Notebook, Tom I - II. (Dziennik i notes) z lat 1833–1839 i 1851. W 1861 roku mieszkała przy Marylebone Road w Londynie. Zmarła w 1871 roku.

## Twórczość
Jane Roberts była autorką dwóch powieści: Löwenstein, King of the Forests (Löwenstein, król lasów) i The Court Favourite (Dworski ulubieniec). Poza tym napisała wiele wierszy.